# Harry Gregson-Williams
Harry Gregson-Williams (Inglaterra, 13 de dezembro de 1961) é um compositor, maestro e produtor musical britânico. Ele é mais conhecido por muitas trilhas sonoras de filmes que misturam música eletrônica e orquestra. Ele também é conhecido pelas colaborações com o diretor Tony Scott, tendo produzido as trilhas sonoras de filmes desde Enemy of the State. Gregson-Williams é um dos mais reconhecidos e respeitados músicos e compositores de todos os tempos dentro de seu estilo musical, e é considerado um pioneiro e um dos primeiros compositores a combinar texturas da música eletrônica com elementos orquestrais. É irmão do também compositor, Rupert Gregson-Williams.
| 1993 | White Angel                                                    |                                                                             |
| 1994 | Broken Heart                                                   |                                                                             |
| 1995 | Hotel Paradise                                                 |                                                                             |
| 1996 | Broken Arrow                                                   | músicas e regências adicionais. trilha sonora original de Hans Zimmer       |
| 1996 | The Rock                                                       | com Hans Zimmer e Nick Glennie-Smith                                        |
| 1996 | The Whole Wide World                                           | com Hans Zimmer                                                             |
| 1996 | Muppet Treasure Island                                         | com Hans Zimmer                                                             |
| 1997 | The Borrowers                                                  |                                                                             |
| 1997 | Deceiver                                                       |                                                                             |
| 1997 | Melhor É Impossível                                            | regente musical                                                             |
| 1997 | Smilla's Sense of Snow                                         | com Hans Zimmer                                                             |
| 1997 | O Pacificador                                                  | músicas e regências adicionais. trilha sonora original de Hans Zimmer       |
| 1998 | Enemy of the State                                             | com Trevor Rabin                                                            |
| 1998 | Antz                                                           | com John Powell                                                             |
| 1998 | Armageddon                                                     | com Trevor Rabin                                                            |
| 1998 | The Replacement Killers                                        |                                                                             |
| 1998 | The Prince of Egypt                                            | músicas e regências adicionais. trilha sonora original de Hans Zimmer       |
| 1999 | Light It Up                                                    |                                                                             |
| 1999 | The Match                                                      |                                                                             |
| 1999 | Whatever Happened to Harold Smith?                             |                                                                             |
| 2000 | A Fuga das Galinhas                                            | com John Powell                                                             |
| 2000 | King of the Jungle                                             |                                                                             |
| 2000 | The Tigger Movie                                               |                                                                             |
| 2000 | The Magic of Marciano                                          |                                                                             |
| 2001 | The Hire                                                       | não creditado                                                               |
| 2001 | Metal Gear Solid 2: Sons of Liberty                            | com Norihiko Hibino                                                         |
| 2001 | Shrek                                                          | com John Powell                                                             |
| 2001 | Spy Kids                                                       |                                                                             |
| 2002 | The Hire: Beat the Devil                                       |                                                                             |
| 2002 | Phone Booth                                                    |                                                                             |
| 2002 | Jogo de Espiões                                                |                                                                             |
| 2002 | Passionada                                                     |                                                                             |
| 2003 | Sinbad - A Lenda dos Sete Mares                                |                                                                             |
| 2003 | The Rundown                                                    |                                                                             |
| 2003 | Veronica Guerin                                                |                                                                             |
| 2004 | Metal Gear Solid 3: Snake Eater                                | com Norihiko Hibino                                                         |
| 2004 | Team America: World Police                                     |                                                                             |
| 2004 | Shrek 2                                                        |                                                                             |
| 2004 | Man on Fire                                                    |                                                                             |
| 2004 | Bridget Jones: The Edge of Reason                              |                                                                             |
| 2004 | Return to Sender                                               |                                                                             |
| 2005 | The Chronicles of Narnia: The Lion, the Witch and the Wardrobe | Indicação—Globo de Ouro de melhor trilha sonora original                    |
| 2005 | Kingdom of Heaven                                              |                                                                             |
| 2005 | Domino                                                         |                                                                             |
| 2006 | Déjà Vu                                                        |                                                                             |
| 2006 | Por Água Abaixo                                                |                                                                             |
| 2006 | À Procura da Vingança                                          |                                                                             |
| 2006 | I Choose Noise                                                 | produtor, juntamente com Kirsty Hawkshaw e Hybrid                           |
| 2007 | Plasma Pong                                                    |                                                                             |
| 2007 | Gone Baby Gone                                                 |                                                                             |
| 2007 | Shrek the Third                                                |                                                                             |
| 2007 | The Number 23                                                  |                                                                             |
| 2007 | The Riches                                                     |                                                                             |
| 2007 | Shrek the Halls                                                |                                                                             |
| 2007 | Call of Duty 4: Modern Warfare                                 | tema principal e produtor musical. trilha sonora original de Stephen Barton |
| 2008 | Metal Gear Solid 4: Guns of the Patriots                       | com Nobuko Toda                                                             |
| 2008 | The Forbidden Kingdom                                          | produtor da partitura. música composta por David Buckley                    |
| 2008 | The Chronicles of Narnia: Prince Caspian                       |                                                                             |
| 2008 | Jolene                                                         |                                                                             |
| 2009 | X-Men Origens: Wolverine                                       |                                                                             |
| 2009 | The Taking of Pelham 123                                       |                                                                             |
| 2010 | Príncipe da Pérsia: As Areias do Tempo                         |                                                                             |
| 2010 | Shrek para Sempre                                              |                                                                             |
| 2010 | Twelve                                                         |                                                                             |
| 2010 | The Town                                                       |                                                                             |
| 2010 | Unstoppable                                                    |                                                                             |
| 2010 | The Chronicles of Narnia: The Voyage of the Dawn Treader       | tema principal e produção. composição de David Arnold                       |
| 2011 | Cowboys & Aliens                                               |                                                                             |